# Virginie Dedieu
Virginie Dedieu (* 25. Februar 1979 in Aix-en-Provence) ist eine ehemalige französische Synchronschwimmerin.

## Erfolge
Virginie Dedieu bestritt ihren ersten größeren internationalen Wettkampf bei den Olympischen Spielen in Atlanta. Im Mannschaftswettkampf sicherten sich die Mannschaften der Vereinigten Staaten, Japans und Kanadas die Medaillen, während die Französinnen um Dedieu Platz fünf belegten. Ein Jahr darauf sicherte sie sich bei den Europameisterschaften in Sevilla sowohl im Solo als auch im Duett mit Myriam Lignot und mit der Mannschaft die Silbermedaille. Diesen Erfolg wiederholte sie bei den Europameisterschaften 1999 in Istanbul und beinahe auch bei den Europameisterschaften 2000 in Helsinki. In Helsinki schloss sie die Wettkämpfe im Solo und im Duett mit Lignot zum dritten Mal in Folge auf Rang zwei ab, mit der Mannschaft wurde sie dieses Mal Dritte. Dazwischen hatte sie bei den Weltmeisterschaften 1998 in Perth im Solo den zweiten und im Duett mit Lignot den dritten Platz belegt.
In Sydney folgte im Jahr 2000 Dedieus zweite Olympiateilnahme. Hinter Russland, Japan und Kanada verpassten die Französinnen in der Mannschaftskonkurrenz als Vierte knapp einen Medaillengewinn. Im Duett gelang Dedieu dagegen mit Myriam Lignot eine Podestplatzierung. Sowohl in der Qualifikation als auch im Finale wurden sie nur von den beiden Russinnen Olga Brusnikina und Marija Kisseljowa, die Olympiasiegerinnen wurden, und den Japanerinnen Miya Tachibana und Miho Takeda übertroffen, womit Dedieu und Lignot die Bronzemedaille erhielten. 2001 wurde Dedieu in Fukuoka im Solo noch Vizeweltmeisterin hinter Olga Brusnikina, ehe sie bei den drei darauffolgenden Weltmeisterschaften 2003 in Barcelona, 2005 in Montreal und 2007 in Melbourne dreimal in Folge den Titel gewann. Auch bei den Europameisterschaften 2002 in Berlin und 2004 in Madrid schloss sie die Solo-Wettkämpfe auf Rang eins ab und wurde zweimal Europameisterin. Im Duett belegte sie mit Myriam Glez bzw. Laure Thibaud jeweils den dritten Platz. In der Zwischenzeit trat Dedieu bei den Olympischen Spielen 2004 in Athen im Duett mit Laure Thibaud an. Die beiden erzielten in der Qualifikation das fünftbeste Ergebnis und beendeten das anschließende Finale ebenfalls auf Platz fünf.
Anfang Januar 2006 wurde Dedieu mit dem Ritterkreuz der Ehrenlegion ausgezeichnet. 2024 wurde Dedieu in die International Swimming Hall of Fame aufgenommen.